# Atomium
O Atomium
O Atomium foi construído em 1958 em Bruxelas no âmbito da Expo 58, sendo um dos principais cartões postais da Bélgica. Com 102 metros de altura, o Atomium representa um cristal elementar de ferro ampliado 165 milhões de vezes, com tubos que ligam as 9 partes formando 8 vértices.
As esferas de ferro com cerca de 18 metros de diâmetro estão ligadas por tubos com escadas no seu interior com um comprimento de cerca de 35 metros. As janelas instaladas na esfera do topo oferecem aos visitantes uma vista panoramica da cidade. Outras esferas têm exposições sobre os anos 50. As três esferas, às quais só se tem acesso por tubos verticais, estão fechadas ao público por razões de segurança.

## A Torre Eiffel de Bruxelas
Planejada inicialmente para durar apenas seis meses pelo arquiteto André Waterkeyn, sobreviveu tornando-se um local de visita obrigatória para os turistas. Muitos consideram o Atomium um ícone nacional, rivalizando com o Manneken Pis. Situa-se junto ao Estádio Balduíno I em Heysel Parque. Junto destes estão o centro de congressos e o Parque da Mini-Europa.

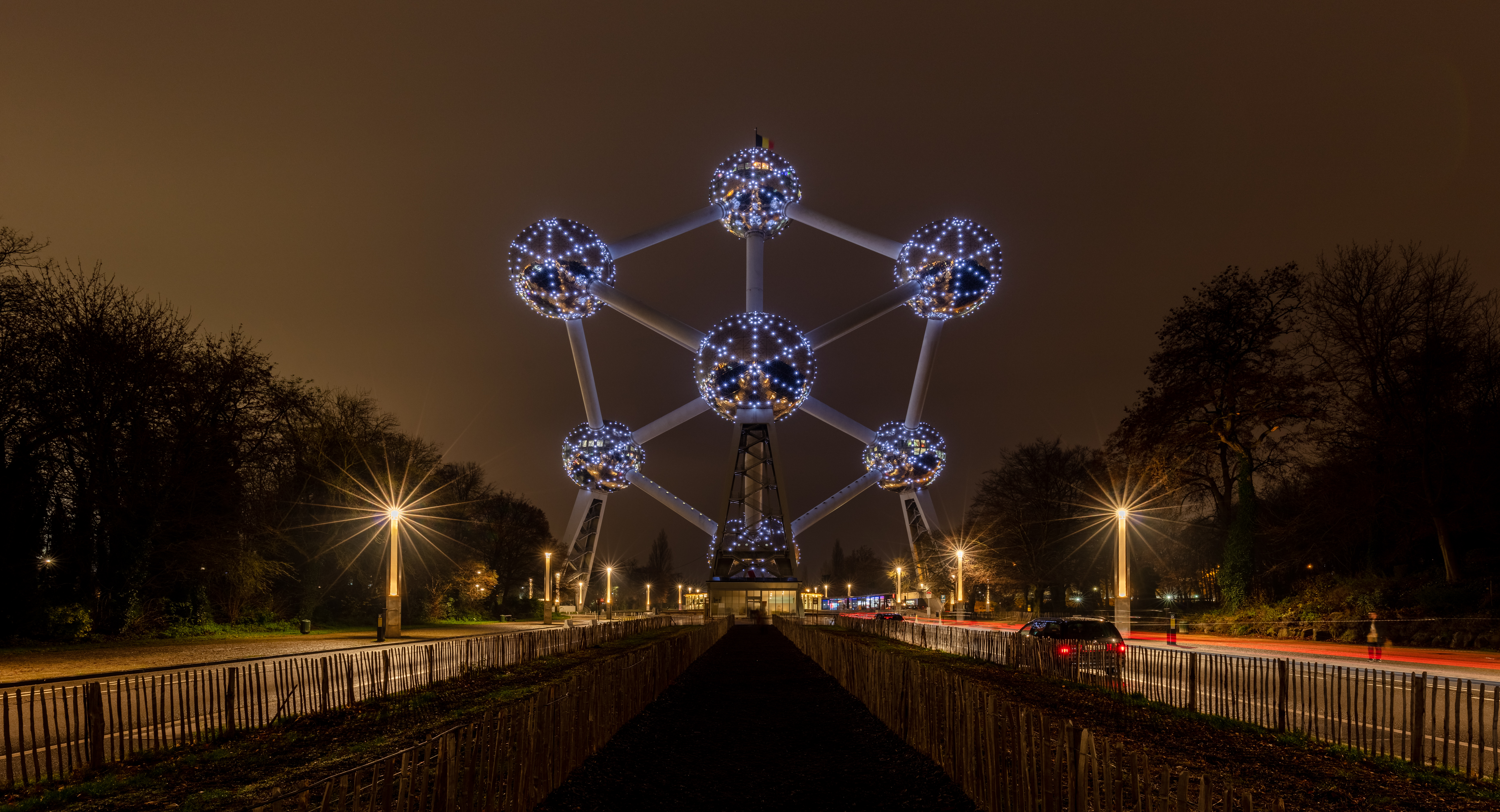

## Renovação
Em março de 2004, começaram as reparações no monumento, com a substituição das folhas de alumínio já gastas pelo tempo. Para ajudar no financiamento das obras, as velhas placas de alumínio foram vendidas ao público como lembrança. O Atomium esteve fechado ao público até janeiro de 2006.